# Fabio Baldato
Fabio Baldato, född den 13 juni 1968 i Lonigo, är en italiensk tidigare tävlingscyklist som var professionell från 1991 till 2007 och som efter den aktiva karriären fortsatt inom cyklingen som sportdirektör för olika stall. Han var en god spurtare och som amatör körde han en del på bana där hans främsta merit är en silvermedalj vid världsmästerskapen i poänglopp 1989. Som professionell deltog han både i etapplopp och endagslopp på landsväg. Bland de förstnämnda vann han flera etapper, bland annat i alla tre Grand Tours (fyra etapper i Giro d'Italia – två i vardera Tour de France och Vuelta a España), medan hans främsta meriter bland endgsloppen är segern i Rund um den Henninger Turm 1998, samt andraplatser i Flandern runt (1995 och 1996), Paris–Roubaix (1994) och Milano–Sanremo (2000). Baldato representerade Italien vid de Olympiska spelen 1988 (sexa i lagförföljelselopp [bana, amatörer]) och 1996 (sjua i linjelopp [landsväg, elit]).

## Meriter
| 1985 2:a i lagförföljelselopp för juniorer vid Världsmästerskapen 1986 3:a i lagförföljelselopp för juniorer vid Världsmästerskapen 1988 2:a i kilometerlopp vid Italienska mästerskapen 1989 2:a i poänglopp för amatörer vid Världsmästerskapen | 1986 Italiensk juniormästare 1989 6:a i Gran Premio della Liberazione 1990 Vinnare av Trofeo Città di Castelfidardo |

### Landsväg – professionell
| 1991 Vinnare av etapp 1a av Cronostaffeta 6:a i Giro del Veneto 6:a i Trofeo Pantalica 1992 5:a i Omloop Het Volk 7:a i GP Wieler Revue 10:a i Kuurne–Bryssel–Kuurne 1993 Vinnare av etapperna 4 och 16 i Giro d'Italia Vinnare av etapp 1a i Ronde van Nederland Vinnare av etapp 1 i Setmana Catalana de Ciclisme 10:a i Paris–Tours 1994 Vinnare av etapperna 2 och 4 i Paris–Nice Vinnare av etapperna 1 och 2 i Niederösterreich Rundfahrt 2:a i Paris–Roubaix 6:a i Flandern runt 6:a i Milano–Sanremo 7:a i E3 Harelbeke 1995 Vinnare av etapp 1 i Tour de France Vinnare av etapp 8a i Paris–Nice Vinnare av etapp 1 i Volta a la Comunitat Valenciana Vinnare av etapp 2 i Driedaagse van De Panne-Koksijde Vinnare av etapp 1b i Tour Méditerranéen 2:a i Flandern runt 2:a i Trittico Veneto 3:a i Trofeo Laigueglia 3:a i Trofeo Luis Puig 3:a i Omloop van de Vlaamse Scheldeboorden 4:a i Wincanton Classic 5:a i slutställningen av UCI World Cup 5:a i GP Rik Van Steenbergen 7:a i Paris–Roubaix 7:a i Züri Metzgete 9:a i Giro del Veneto 1996 Vinnare av etapp 21 i Tour de France Vinnare av etapperna 6 och 7 i Vuelta a España Vinnare av Coppa Bernocchi Vinnare av etapp 3a i Tour de Luxembourg 2:a i Flandern runt 2:a totalt i Tour Méditerranéen 3:a i Gent-Wevelgem 3:a totalt i Étoile de Bessèges 4:a i Grand Prix d'Ouverture La Marseillaise 5:a totalt i Driedaagse van De Panne-Koksijde 6:a i Milano–Sanremo 7:a i linjelopp vid Olympiska spelen 7:a i Clasica San Sebastian 7:a i linjelopp vid Italienska mästerskapen 8:a i slutställningen av UCI World Cup 8:a i GP de Suisse 1997 2:a i Giro dell'Etna 2:a i Gran Premio Costa degli Etruschi 1998 Vinnare av Rund um den Henninger Turm Vinnare av etapp 2 i Tour de Romandie 5:a i Giro del Veneto 6:a totalt i Giro di Puglia 6:a i Classic Haribo 7:a i GP Rik Van Steenbergen 9:a i Omloop Het Volk 10:a i GP de Suisse | 1999 Vinnare av etapp 2 i Danmark Rundt 3:a i Paris–Bryssel 4:a i Gran Premio Costa degli Etruschi 5:a totalt i Tour Méditerranéen Vinnare av etapp 6 7:a i Paris–Tours 7:a i Trofeo Laigueglia 8:a i Giro del Friuli 10:a i GP de Fourmies 2000 Vinnare av etapp 2 i Paris–Nice 2:a i Milano–Sanremo 3:a i HEW Cyclassics 6:a i Criterium d'Abruzzo 8:a i slutställningen av UCI World Cup 2001 Vinnare av etapp 5 i Tour de Luxembourg 4:a i Paris–Bryssel 8:a i HEW Cyclassics 2002 Vinnare av Trofeo dell'Etna Vinnare av Trofeo Pantalica Vinnare av etapp 3a i Driedaagse van De Panne-Koksijde Vinnare av etapp 2 i Giro Della Liguria 6:a i HEW Cyclassics 9:a i linjelopp vid Italienska mästerskapen 2003 Vinnare totalt av Étoile de Bessèges Vinnare av etapp 1 Vinnare av etapp 2 i Giro d'Italia Driedaagse van De Panne-Koksijde Vinnare av poängtävlingen Vinnare av etapp 2 Vinnare av etapp 2 i Polen runt 3:a i Giro della Provincia di Reggio Calabria 3:a i Trofeo Laigueglia 4:a i Flandern runt 6:a i Gran Premio Bruno Beghelli 7:a i HEW Cyclassics 2004 Vinnare av etapperna 1 och 4 i Polen runt 2:a i Gran Premio Bruno Beghelli 3:a i Grand Prix d'Ouverture La Marseillaise 10:a i E3 Prijs Vlaanderen 2006 Vinnare av etapp 2 i Österrike runt 2007 Vinnare av etapp 1 i Österrike runt 10:a i Paris–Roubaix 2008 10:a i Paris–Roubaix |